# ITunes Festival: London 2011 (Coldplay)
iTunes Festival: London 2011 è il sesto EP del gruppo musicale britannico Coldplay, pubblicato il 5 dicembre 2011 dalla Parlophone.

## Descrizione
Pubblicato esclusivamente sull'iTunes Store, l'EP contiene tre brani estratti dal concerto tenuto dal gruppo il 22 luglio 2011 al Roundhouse di Londra in occasione dell'annuale iTunes Festival.

## Tracce
1. Every Teardrop Is a Waterfall (Live) – 4:30
2. God Put a Smile upon Your Face (Live) – 4:35
3. Fix You (Live) – 4:58
4. Every Teardrop Is a Waterfall (Live) (Video) – 4:07
5. God Put a Smile upon Your Face (Live) (Video) – 4:30
6. Fix You (Live) (Video) – 4:52

## Formazione
- Chris Martin – voce, chitarra acustica (traccia 2), pianoforte (traccia 3)
- Jonny Buckland – chitarra elettrica, cori (eccetto traccia 2)
- Guy Berryman – basso, tastiera (traccia 1), cori (eccetto traccia 2)
- Will Champion – batteria, cori, chitarra acustica (traccia 1)